# Dorte Roholte
Dorte Roholte (født 13. maj 1958 i Præstø) er en dansk forfatter med mange udgivelser for især børn og unge bag sig. Hun blev oprindelig uddannet som apoteksassistent, men forlod i 1989 faget til fordel for skriveriet. I 2014 vandt hun Bogslugerprisen med bogen Mærkelige Mynthe. I sine bøger vender hun ofte tilbage til temaer som gys eller diabetes. Hun bidrager også med tekster til ugeblade og magasiner. 